# Phaenochitonia ignicauda
Phaenochitonia ignicauda är en fjärilsart som beskrevs av Frederick DuCane Godman och Osbert Salvin 1878. Phaenochitonia ignicauda ingår i släktet Phaenochitonia och familjen Riodinidae. Inga underarter finns listade i Catalogue of Life.